# Dr. von Ehrenwall’sche Klinik
Die Dr. von Ehrenwall’sche Klinik ist ein privates Fachkrankenhaus für Psychiatrie und Psychotherapie, Psychosomatik und Neurologie in Bad Neuenahr-Ahrweiler. Die Klinik wurde 1877 von Carl von Ehrenwall als Dr. von Ehrenwall’sche Kuranstalt für Gemüths- und Nervenkranke gegründet, und befindet sich in vierter Generation in Familienbesitz.

## Geschichte

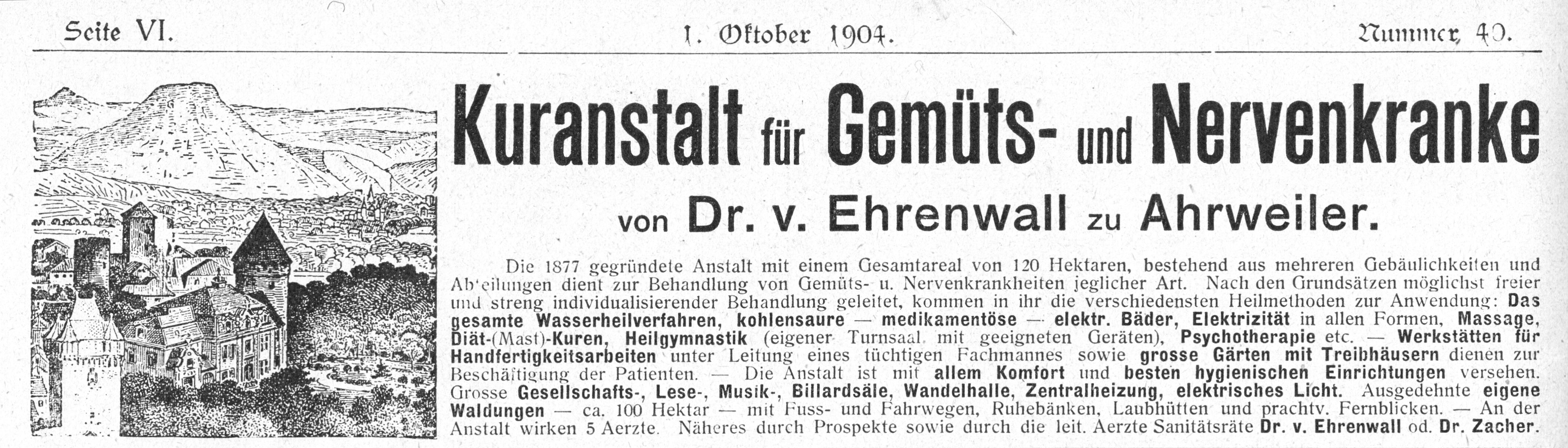
Anzeige aus dem Jahr 1904

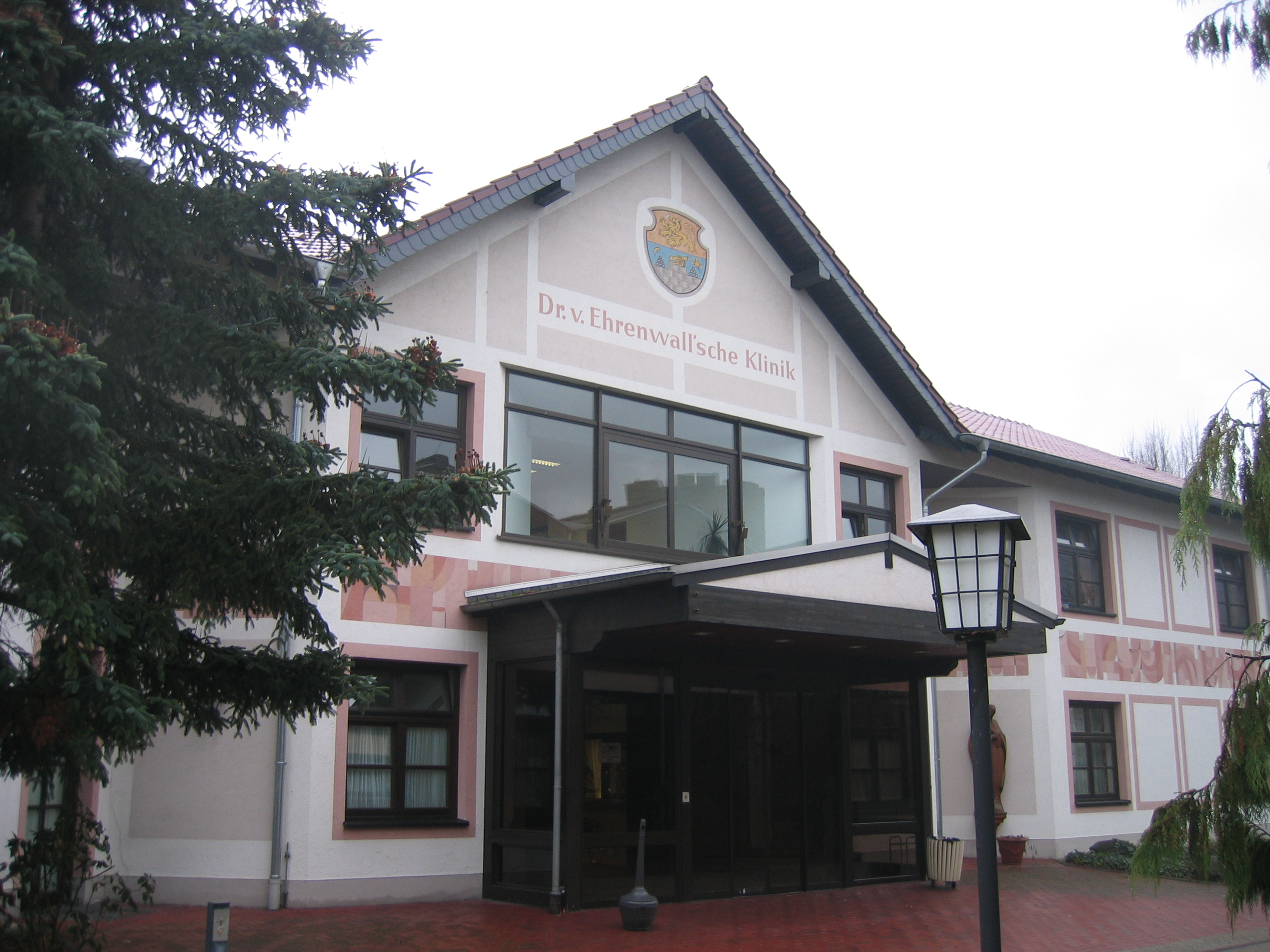
Villa Griesinger

Die Klinik wurde 1877 von dem damals 22-jährigen Carl von Ehrenwall gegründet, der in Ahrweiler und Neuss seine Schulzeit verbrachte und in Würzburg studierte. Ab 1880 erlangte er die alleinige wirtschaftliche und ärztliche Verantwortung für die Klinik und baute die Klinik aus, wie es in der damaligen wirtschaftlichen Situation möglich war. Carl von Ehrenwall richtete in seiner Klinik eine Kunst- und Ergotherapie ein, eine Sport- und Bewegungstherapie, sowie eine Terraintherapie unter Ausnutzung der landschaftlichen Lage. Er richtete eine eigene elektrische Versorgung ein, um elektrisch betriebene Therapiemethoden zu ermöglichen, und eine eigene Landwirtschaft, die die Klinik mit eigens angebauten Produkten versorgte.
1882 entstand nach einem Entwurf des Stadtbaurats Faensen aus Düren das Hauptgebäude der Klinik, 1886–88 und 1892–94 wurde es nach Plänen desselben Architekten erweitert. Ab 1894 war das Kölner Architekturbüro Schreiterer & Below wiederholt mit Bauaufgaben für die Klinik betraut: der Neubau eines Bade- und Gesellschaftshauses (1894/95) sowie eines Wirtschaftsgebäudes (1895–97; abgebrochen), die Erweiterung des Maschinenhauses (1897; 1971 abgebrochen), der Neubau des Hauses für unruhige Kranke („Villa Griesinger“; 1896/97; kriegszerstört) sowie der „Villa Maria“ als gehobener Unterkunft für Patienten einschließlich einer Wohnung für Ehrenwall (1903/04) und zuletzt des sog. „Kurmittelhauses“ (1905/06). Der Architekt Oskar Schütz entwarf für die Klinik die „Villa Sophia“ (1902) und ein 10 Meter breites sowie 20 Meter langes Schwimm- und Wannenbad.
Um 1880 gab es in West- und Mitteleuropa drei Arten von Nervenkliniken: geschlossene, offene und gemischte Anstalten. Viele der um diese Zeit gegründeten privaten Psychiatrieanstalten waren offene Anstalten und wurden vorher als Wasserheilanstalten betrieben. Geschlossene Anstalten erforderten höhere Investitionen und Betriebskosten und waren dementsprechend unter privaten Kliniken selten. Die bekanntesten und größten privaten Nervenkliniken dieser Zeit – die Dr. Erlenmeyersche Anstalt in Bendorf, die Dr. von Ehrenwall’sche Kuranstalt in Ahrweiler und die Kliniken von Heinrich Obersteiner und Wilhelm Svetlin, beide in Wien – betrieben sowohl eine offene wie eine geschlossene Abteilung. Zu Beginn des 20. Jahrhunderts lag das Betreuungsverhältnis in der Ehrenwall'schen Klinik bei einem Arzt für etwa 15 bis 20 Patienten und bei einem Wärter für höchstens zwei Patienten. Mit diesem hohen Pflegeschlüssel war die Ehrenwall’sche Klinik unter den Nervenheilanstalten Württembergs und der angrenzenden Deutschschweiz nur mit dem ebenfalls privatem Sanatorium Bellevue vergleichbar, wo ähnlich wie in Ahrweiler die „komfortabel ausgestatteten“ Zimmer überwiegend in Einzelbelegung eingerichtet und genutzt wurden.
Der Gründer und Leiter der Anstalt, Carl von Ehrenwall, starb 1935. Sein einziger Sohn Joseph war im Ersten Weltkrieg gefallen. Das Erbe fiel an seine jüngste Tochter Sophie von Ehrenwall, verheiratete Marx, die das Haus zusammen mit ihrem Ehemann Emil Marx weiterführte. Der promovierte Arzt Emil Marx, der bei Max Nonne in Hamburg und bei Martin Reichardt ausgebildet worden war, war seit 1920 als Oberarzt in der Ehrenwall'schen Klinik tätig, und übernahm seit Ende der 1920er Jahre die Leitung der Klinik. Im Zweiten Weltkrieg (wie auch schon im Ersten) diente die Klinik als Teil-Lazarett für nervenkranke Soldaten, zuletzt mit 120 Betten. Im Winter 1944/45 erhielt die Klinik bei einem Luftangriff mehrere Bombentreffer, wobei 18 Menschen ums Leben kamen, darunter Patienten, Schwestern und Pfleger. Das Haus für Schwerkranke wurde dabei völlig zerstört, auch Schwimmbad und Wirtschaftshaus erhielten Volltreffer. Die US-Amerikaner nutzten die Klinik von März bis Juli 1945 weiter als Lazarett, danach die französischen Besatzungstruppen.
1964 übernahm die dritte Generation die Klinik: Otto Smolenski (1918–2009), verheiratet mit Marianne Smolenski, geb. Marx, übernahm die ärztliche Leitung. Er war bei Hans Walter Gruhle in Bonn und bei Ernst Kretschmer in Tübingen ausgebildet worden. Nach dem Tod seiner Schwiegermutter Sophie Marx übernahm er 1967 gemeinsam mit seiner Frau auch die wirtschaftliche Führung. Das 1945 zerstörte Gebäude konnte erst in den 1970er-Jahren wieder aufgebaut werden. 1913 wurden erstmals Patienten mit einem Rehabilisierungsverfahren behandelt, nachdem die Leitung einen Vertrag mit der damaligen Reichsversicherungsanstalt für Angestellte unterzeichnete. Seit 1972 ist die Klinik für gesetzlich versicherte Patienten offen, nachdem die Klinik in den Landeskrankenhausplan des Landes Rheinland-Pfalz aufgenommen wurde. Christoph Smolenski, Sohn von Otto und Marianne Smolenski, trat mit seiner Frau Susanna Smolenski 1983 in die Klinik ein und übernahm in den 1990er Jahren die Leitung des Familienunternehmens in vierter Generation. Beide waren an der neurologischen Universitätsklinik Bern bei Marco Mummenthaler und an der psychiatrischen Klinik in Köln bzw. dem Rehabilitationszentrum der Universitätsklinik Köln bei Uwe H. Peters und K.A. Jochheim ausgebildet worden.
Um den medizinischen Anforderungen gerecht zu werden, wurde das alte Bettenhaus umgebaut und eine Tagesklinik (Haus Mühle) errichtet. 2002 beschäftigte die Klinik ca. 40 Ärzte, Psychologen, Sozial- und Ergotherapeuten, sowie fast 80 Pflegedienstangestellte. 2008 beschäftigte die Klinik 286 Mitarbeiter und ist somit einer der größten Arbeitgeber in Bad Neuenahr-Ahrweiler. Die Spezialisierung in den Bereichen der Psycho- und Traumatherapie haben die Klinik zu einem anerkannten Fachkrankenhaus in der Bundesrepublik Deutschland werden lassen. 2007 schloss die Klinik ein Zertifizierungsverfahren der KTQ erfolgreich ab.

Bei den Überschwemmungen im Juli 2021 wurden Gebäude der Dr. von Ehrenwall’schen Klinik zum Teil stark beschädigt, das Krankenhaus musste evakuiert werden und stellte den Betrieb vorerst ein. 

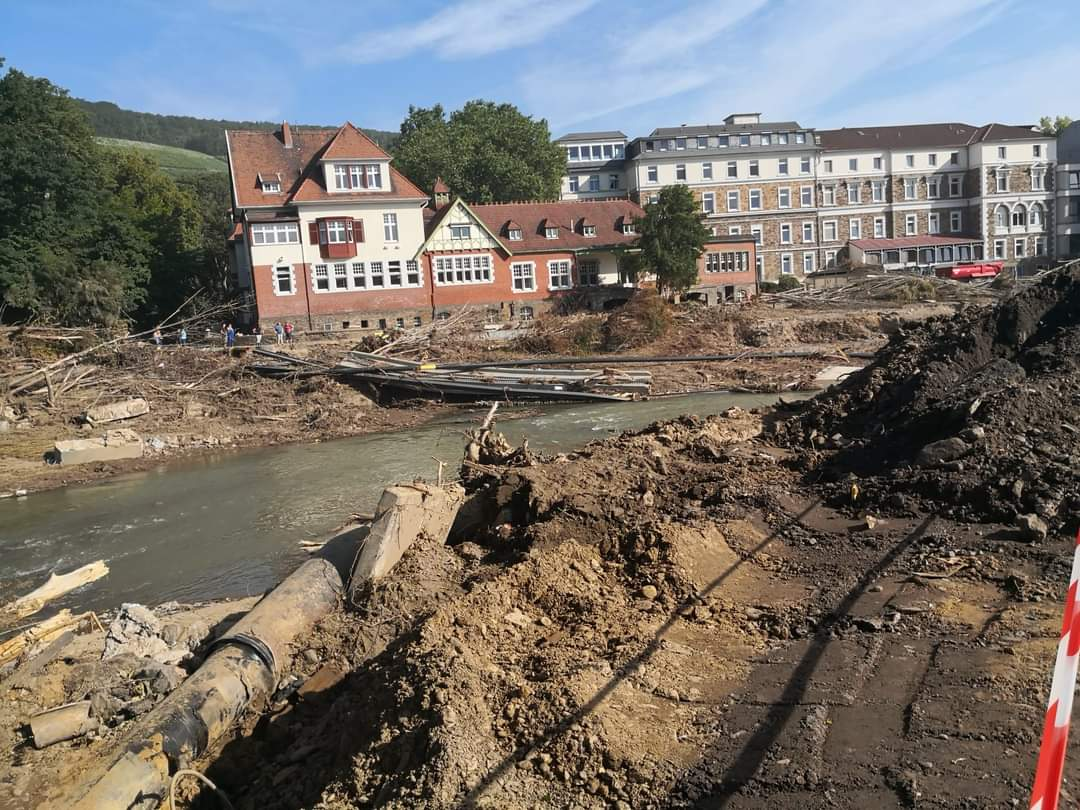
Das bei der Überschwemmung im Juli 2021 stark beschädigte Haupthaus der Dr. von Ehrenwall´schen Klinik

## Einrichtungen, Gebäude und Struktur

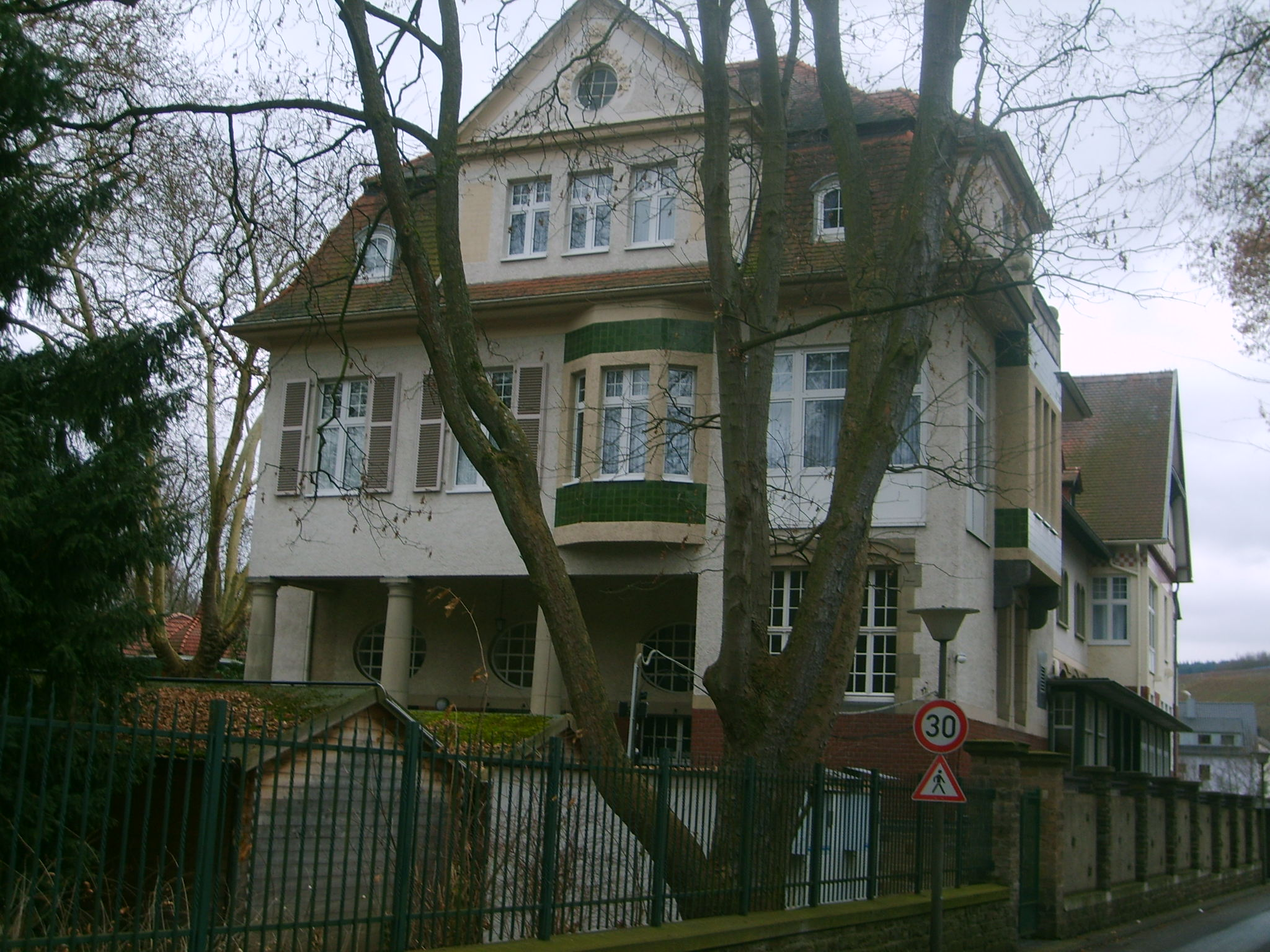
Altes Badehaus

Die Ehrenwall’sche Klinik liegt in Stadtnähe und entspricht den Anforderungen einer gemeindenahen psychiatrischen Versorgung der Bevölkerung. Die Klinik ist eine „Gemischte Krankenanstalt“ (Stand 2010) und hat 150 Akut- und 40 Rehabetten sowie 20 tagesklinische Plätze für Patienten beiden Geschlechts. Die Klinik übernimmt die Versorgung der Bevölkerung im Landkreis Ahrweiler. Diese haben bei Akuteinweisungen Vorrang. Patienten anderer Regionen müssen eine Wartezeit in Kauf nehmen. Einrichtungen der Klinik sind ein Akutkrankenhaus, eine Rehabilitationsabteilung, eine Tagesklinik und eine Psychiatrische Institutsambulanz.
Die Klinik ist in mehreren Gebäuden untergebracht, darunter die Villa Griesinger (nach dem Psychiater Wilhelm Griesinger benannt), Station Aschaffenburg nach dem Kölner Ordinarius Aschaffenburg benannt, die PIA, die Tagesklinik Haus Mühle, die Station Moreno (nach dem Psychiater Jakob Levy Moreno benannt) und die Station Bleuler, benannt nach dem Schweizer Psychiater Eugen Bleuler.
Die Ehrenwall’sche Klinik besteht aus den Abteilungen Psychiatrie I, Psychiatrie II und Psychiatrische Rehabilitation. Der Geschäftsführer ist Christoph Smolenski, Träger ist die Marx GmbH (Handelsregister Koblenz HRA 10178), deren Gesellschafter die Klinik Dr. Smolenski Verwaltungsgesellschaft mbH (Handelsregister Koblenz HRB 10437) ist.

## Therapieformen
Die Klinik bietet verschiedene Therapieformen an, darunter medikamentöse Therapien, Psychotherapien und Gruppentherapien. Für Patienten mit affektiven-, neurotischen-, Persönlichkeitsstörungen und psychosomatischen Störungen bietet die Klinik mehrere Therapien an, wie die Kunsttherapie, die Psychodramagruppe, Körperorientierte Gruppenpsychotherapie, Katathym imaginative Psychotherapie und eine Rhythmik- und Kunsttherapie. Dazu kommen Therapieformen, wie die Körperwahrnehmungstherapie und eine Vermittlung von Entspannungsverfahren, wie das Jacobson-Training.